# 何啟弘
何啟弘（1965年5月10日—），台灣知名國語歌曲填詞人，出生於嘉義市，嘉義農專(現為嘉義大學）水利工程科畢業。曾任寶麗金唱片企劃、福茂唱片企劃部經理、科藝百代製作總監。
曾經獲得多次香港十大勁歌金曲獎、香港十大中文金曲獎。現時為音樂自由作詞人，出產的作詞難以計數，其詞風深刻寫實，為諸多華語樂壇巨星擔當過填詞人。文集《我說的謊都是真的》（台北：號角，1989）、《我是個很容易上癮的人──胡瓜的自言自語（傳記）》（台北：皇冠，1990）、《沒大沒小》（台北：皇冠，1991.6）、《孤家寡人》（台北：希代，1992.8）、《回來》（台北：皇冠，1993.2）、《身世》（台北：皇冠，1997.6）。
代表作有張學友的《吻別》，王菲的《容易受伤的女人》，郭富城的《分享愛》，鳳飛飛的《午夜的街頭》、《想要跟你飛》，陳奕迅的《聖誕結》，孫燕姿的《任性》以及張信哲的《做你的男人》等等。

## 填詞作品

### 1984年
- 鳳飛飛 – 夏的季節
- 鳳飛飛 – 天空依然蔚藍
- 比莉 – 什麼都不必說
- 比莉 – 青春陽光歡笑

### 1985年
- 鳳飛飛 – 午夜的街頭

### 1987年
- 林良樂 – 好大的風

### 1988年
- 林　靈 – 像風一樣

### 1989年
- 洪亞薇 – 這樣愛你錯了嗎
- 張信哲 – 你心動了嗎
- 張學友 – Linda（國）
- 張鎬哲 – 北風（黃慶元合填）
- 寶麗金群星 – 永遠的朋友（劉虞瑞合填）

### 1990年
- 孟庭葦 – 我說的謊都是真的
- 張鎬哲 – 世間纏綿
- 劉德華 – 愈愛愈煩
- 劉德華 – 難免有錯
- 劉德華 – 一顆心換妳一支舞
- 譚詠麟 – 除了我還有誰
- 譚詠麟 –我真的和他們不同
- 蘇慧倫 – 愛我好嗎？
- 何家勁 – 是寂寞吧 我想
- 巫啟賢 – 陪我上路

### 1991年
- Beyond – 光輝歲月（周治平合填）
- 胡　瓜 – 沒大沒小
- 李碧華 – 我夢見你愛上別人
- 譚詠麟 – 無心拒絕
- 張立基 – 心跳（國）
- 張立基 – 其實妳很寂寞
- 張立基 – Electric Girl（國）
- 張學友 – 擁抱陽光
- 譚詠麟 – 聽了一夜的雨
- 楊林 – 夢裡也纏綿
- 巫啟賢 – 你都願意相信嗎
- 何家勁 – 天生一對

### 1992年
- 吳君如 – 新年快樂
- 張立基 – 不該輕易說分手
- 張立基 – 愛你只能說一遍
- 張學友 – 戀愛的人都一樣
- 黎　明 – 最近我有沒有說過我愛你
- 譚詠麟 – 何苦
- 譚詠麟 – 不要放棄愛你的人
- 鄺美雲 – 還我一個像你的人
- 鄺美雲 – 每次吻你我就哭

### 1993年
- 王馨平 – 你太貪心
- 王馨平 – 情不自禁
- 周慧敏 – 還我一個不怕黑的夜
- 周慧敏 – 沒有人傻得像我（周華健合填）
- 周慧敏 – 心事重重
- 邰正宵 – 靠近一點 多情一些
- 高勝美 – 請我喝杯咖啡嗎
- 孫耀威 – 認識你真好
- 孫耀威 – 想和你戀愛
- 庾澄慶 – 老實情歌
- 庾澄慶 – 想哭就到我懷裡哭
- 庾澄慶 – 夢想王國（施人誠合填）
- 庾澄慶 – 不可能過去（施人誠合填）
- 庾澄慶 – 裝酷
- 庾澄慶 – 等待愛（施人誠合填）
- 張  宇 - 留你留得好苦
- 張立基 – 由不得自己
- 張立基 – 執迷不悟
- 张学友 – 吻別
- 萬　芳 – 戀你
- 甄楚倩 – 偷偷想一個人
- 甄楚倩 – 多情卻受傷
- 甄楚倩 – 真的可以嗎？
- 童安格 - 游戏人间
- 陳艾玲 - 紅顏
- 梁朝偉 - 不言不語也可以溫柔
- 蔣志光 - 愛你的心永遠都像第一次
- 王菲 - 容易受傷的女人

### 1994年
- 江淑娜 – 喜歡問喜歡想
- 周慧敏 – 離開憂鬱的習慣
- 周慧敏 – 心動
- 林葉亭 – 學得太像
- 林葉亭 – 放晴
- 林葉亭 – 戀愛同意書
- 邰正宵 – 你的心是個謎
- 邰正宵 – 弱點
- 张学友 – 你冷的像風
- 张学友、王　菲 – 愛，一次給不完
- 許志安 – 一成不變的謊言
- 湯寶如 – 優柔寡斷
- 葉蒨文 – 我見過你的眼神
- 蔡　琴 – 動情以後
- 關淑怡 – 但願夢相連
- 譚詠麟 – 都市戀情
- 游鴻明 - 你說你比較習慣一個人
- 侯志堅 - 你傷了我
- 伍思凱 - 潔癖
- 呂方 - 寂不寂寞
- 李克勤 - 只懂得對妳好
- 郭富城 - 一開始認真就有點猶豫
- 黎明 – 火一樣的愛
- 黎明 – 那有一天不想你（國）

### 1995年
- 張宇 - 隱私
- 孟庭葦 – 過冬
- 吳倩蓮 – 其實你可以不知道
- 吳倩蓮 – 開始沉默
- 吳倩蓮 – 別讓我看見感情在變
- 巫啟賢 – 叫阮的名（台）
- 巫奇 – 感慨
- 孫耀威 – 戀一個愛（國）
- 孫耀威 – Lonely Girl
- 許茹芸 – 討好
- 楊采妮 – 笑著流淚
- 楊采妮 – 又想問又怕問
- 楊采妮 – 被愛
- 關淑怡 – 別在街上擁抱我
- 李恩邦 – 等你回頭
- 林里嬪 – 隱瞞
- 鄭伊健 – 留下來聽我把真心話說完
- 游鴻明 – 別說愛我
- 溫兆倫 – TOO FAR AWAY
- 梁朝偉 – 單人床
- 林嘉欣 – 選擇寂寞
- 黎瑞恩 – 一人有一個夢想（國）
- 唐文龍 – 向我招手

### 1996年
- 張    宇 - 捨得
- 張    宇 - 默認
- 張    宇 – 思念的心打了死結
- 游鴻明 – 和爱过的人说我的伤心
- 王　傑 – 夠用一生的承諾
- 吳倩蓮 – 害怕
- 吳倩蓮 – 彌補
- 江淑娜 – 真話
- 巫　奇 – 失約
- 辛曉琪 – 多情最累
- 辛曉琪 – 情婦
- 倫永亮 – 忘了吧（余傳賢合填）
- 許秋怡 – 低聲下氣
- 許秋怡 – 第三者
- 許秋怡 – 狡猾的男人
- 陳慧琳 – 保留
- 陳慧琳 – 承諾與謊言
- 彭　羚 – 連回憶都不給我嗎
- 楊采妮 – 星期天，我不談感情
- 楊采妮 – 愛，藏在午夜
- 劉小慧 – 愛飛了
- 趙詠華 – 傷害我 你快樂嗎
- 葉良俊 – 分辨
- 黎明 – 聽過我的心事嗎
- 溫兆倫 – 還能愛我多久
- 林志穎 – 告訴我妳還在
- 孫耀威 – 解釋
- 成龍 – 可是我說不出口
- 郭富城 – 死心塌地
- 巫啟賢 – 要求
- 巫啟賢 – Can't Help Falling In Love

### 1997年
- 王　傑 – 你不在我會怕冷
- 王　傑 – 我忘了怎麼哭
- 梁詠琪 – 暗戀也很快樂
- 許秋怡 – 懶得再戀愛
- 許秋怡 – 一知半解
- 郭富城 – 分享愛
- 郭富城 – 愛的咒語
- 陳奕迅 – 換季
- 彭　羚 – 眼睛濕濕的（柯貴民合填）
- 鄭秀文 – 口紅
- 羅嘉良 – 愛你卻不能在一起
- 黃中原 – 嗜好
- 鄭伊健 – 不變

### 1998年
- 王　傑 – 故事
- 巫啟賢 – 不怕等
- 朱　茵 – 終於
- 孟庭葦 – 右邊
- 林子祥 – 自在
- 邰正宵 – 遷就
- 孫耀威 – 關燈
- 袁詠儀 - 要哭我就等到下雨天
- 張　宇 - 還我一個永遠
- 彭佳慧 – 你心裡的雪停了沒有
- 彭　羚 – 認真就好（唐玉璇合填）
- 彭　羚 – 丟掉
- 舒　淇 – 你不知道
- 鍾漢良 – 他不會知道我有多愛他

### 1999年
- YIYO – YIYO
- 古巨基、梁詠琪 – 許願
- 李蕙敏 – 他在屋頂唱歌
- 李蕙敏 – 敏感
- 張信哲 – 怕冷
- 彭　羚 – 嬌滴滴
- 黎　明 – 坐著看
- 蘇永康 – 忘了怎麼說我愛你
- 蘇永康 – 十分鐘後離開你

### 2000年
- 巫啟賢 – 偶爾愛我的人
- 巫啟賢 – 獵物
- 巫啟賢 – 我知道你不會忘了我
- 林憶蓮 – 失蹤
- 川島茉樹代 – 初戀
- 李　玟 – 撒野

### 2001年
- 張　宇 – 快樂是不好的
- 王力宏 – 安全感（王力宏合填）
- 王力宏 – 白狐狸（王力宏合填）
- 王力宏 – 變壞（王力宏合填）
- 王力宏 – If You Knew（王力宏合填）
- 王力宏 – 我要（景雯合填）
- 孫燕姿 – 任性
- 黎　駿 – 最怕聽見自己在哭泣
- 蘇永康 – 我只想陪在你身旁
- 許志安 – 怎麼愛都怕
- 古巨基 – 其實我們一樣自私

### 2002年
- 胡蓓蔚 – 她是誰
- 胡蓓蔚 – 愛過的人去了哪裡
- 容祖兒 – 心情不好
- 張學友 – 咖啡
- 黎明 – 生死相許
- 鄺文珣 – 失戀了怎麼辦
- 鄺文珣 – 希望練習曲

### 2003年
- 伍思凱 – 這邊那邊
- 容祖兒 – 獨照
- 容祖兒 – 有愛
- 陳奕迅 – 聖誕結

### 2004年
- 王力宏 – Forever Love（王力宏、十方、景雯合填）
- 王　傑 – 愛無言
- 王　傑 – 你們
- 伍思凱 – 這邊那邊
- 謝霆鋒 – 下手太重
- 謝霆鋒 – 體無完膚
- 謝霆鋒 – 短劇
- 劉雨潼 – 候補戀人

### 2005年
- 王　傑 – 從前
- 王　傑 – 甦醒
- 王　傑 – 別怕愛
- 林志炫 – 眼睛不聽話

### 2006年
- Twins – 我很想愛他
- 伍思凱 – 淺藍深藍（張馨月合填）
- 李　玟 – 諜對諜
- 容祖兒 – 愛情復興
- 容祖兒 – 棄權
- 范逸臣 – 不說出的溫柔（范逸臣、阿怪合填）
- 張信哲 – 做你的男人（陳台證合填）
- 張信哲 – 後悔的藉口（莊景雲合填）
- 張信哲 – 遠方
- 張信哲 – 晴天（陳道明合填）
- 蔡卓妍 – 一個人看電影
- 鍾欣桐 – 今天星期幾
- 邱暐議 – 很少

### 2007年
- 伍思凱 – 收集
- 伍思凱 – 戀東方
- 鄭秀文 – 她們說
- 黃家強 – 她他（黃家強合填）
- 黃家強 – 今晚會在哪裡醒來
- 黃家強 – 花花
- 黃家強 – 回家的路
- 黃家強 Feat. 苟　偉 – 沉睡了

### 2008年
- 泳　兒 – 黛玉笑了（國）
- 張信哲 – 殘念
- 張信哲 – 逃生
- 張信哲 – 牡丹憂
- 張信哲 – 可愛美眉（與余傳賢合填）
- MC HotDog – 我哈你

### 2009年
- A-Lin – 分手需要練習的
- 范曉萱、100%樂團 – 管他什麼音樂
- 陳國華 – 痛快
- 鳳飛飛 – 想要跟你飛
- 謝霆鋒 – 終點站
- 草　蜢 – 感覺真好
- 伍思凱 – 花滿

### 2010年
- A-Lin – 逃避沒有不好
- 艾　成 – 萬人迷
- 林隆璇 – 放晴
- 張信哲 – 空位
- 張信哲 – 冷太陽
- 張信哲、Olivia Ong – 幸福的力量
- 蘇永康、朱紫嬈 – 當我愛上了你之後

### 2011年
- A-Lin – 我們會更好的
- 張信哲 – 陪伴
- 蔡日軒 – 不習慣
- 蔡日軒 – 起飛
- 蔡日軒 – 你愛的不是我（蔡日軒合填）
- 蔡日軒 – 高山青（張徹、王斯禹合填）

### 2012年
- 張信哲 – 空出來的時間剛好拿來寂寞
- 張信哲 – 順風車（彭學斌合填）
- 張信哲 – 別用眼淚綁架我的決定
- 張信哲 – 人海
- 張信哲 – Mr. No
- 張信哲 – 拾慌
- 鍾鎮濤 – 你是個男人（周立波合填）
- 鍾鎮濤、鍾　懿 – 爸爸的話

### 2013年
- LADYZ – 3個選擇
- 大小姐 – 登大人
- 周　蕙 – 誰稀罕愛上你
- 林志炫 – This Is The Life
- 蕭煌奇 – 好好先生
- 陳浩民 – 我愛妳

### 2014年
- 左左右右 – Bar Bar Bar
- 品冠 – 愛情那麼傻
- 品冠 – 隨時都在
- 胡夏 – 你在哪裡
- 陳建瑋 – 我懷念的西子灣

### 2015年
- CROSS GENE – 小男人
- 游鴻明 – 最遠的身邊
- 游鴻明 – 过两天再爱你
- 游鴻明 – 有点难
- 游鴻明 – 酗愛
- 張信哲 – 蒼蒼

### 2016年
- 草　蜢 – 我要跳舞
- 草　蜢 – 華麗舞台
- 田亞霍 – 我就是我
- 陳大天 – 暖場男朋友

### 2017年
- 張信哲 – 遷徙
- 羅時豐 – 後台

### 2019年
- 蕭煌奇 – 天亮就分手

### 2022年
- 張信哲 – 牽繫

### 未出版
- Lolly Talk – 我們的戰友
- 炎明熹 – 一個人走不完的路